# Хаген, Юрген фон
Юрген фон Хаген (нем. Jürgen von Hagen; род. 14 декабря 1955, Изерлон, Германия) — немецкий экономист.
Окончил Боннский университет (1981); доктор философии (1986) того же университета. Работал научным сотрудником Института международной экономической политики (Бонн; 1981—1987) — ныне является его директором. Преподавал в университете Индианы (1987—1992), Маннгеймском (1992—1996) и Боннском (с 1996) университетах. Лауреат премии Госсена (1997).

## Основные произведения
- «Замечания об эмпирической эффективности формальных фискальных ограничений» (A note on the empirical effectiveness of formal fiscal restraints, 1991);
- «Операции центрального банка: теория аукциона и эмпирическое подтверждение» (Central bank operations: auction theory and empirical evidence, 2001).